# Yoolink
Yoolink est un moteur de recherche collaboratif francophone basée sur le social bookmarking qui permet aux internautes dans leurs sphères privées ou professionnelles de partager des liens internets en fonction de leurs centres d'intérêts. .

## Historique
Yoolink est réseau social créé par Sunny Paris (qui a participé à la création de Weborama) en juin 2008 avec un effectif de 5 personnes et une levée de fonds de 5 millions d'euros. Le projet a été préparé par les structures de Weborama en 2007. Les sources de revenus de ce réseau de social bookmarking devaient provenir à la fois des liens sponsorisés et d'une offre pro pour les entreprises.
Vers 2011, l'entreprise compte 95 salariés pour un chiffre d'affaires de 10 millions d'euros.
En 2017, Yoolink annonce céder ses activités de réseau social d'entreprise YoolinkPro à  la société Jamespot.

### Réseau social de partage de liens
La principale solution développée par Yoolink permet à ses membres de partager de sauvegarder et partager des liens internets avec sa communauté en fonction de ses centres d'intérêts. Après avoir créé un compte gratuit, l'internaute peut partager son ou ses univers (travail, passion, etc.) via l'échange de ses découvertes sur internet. Ils peuvent les gérer de façon anonyme, publique ou privée et inviter leurs amis, collègues, etc. à les rejoindre et à suivre le flux de leurs trouvailles,,.
La solution professionnelle lancé quelques mois après la version grand public et espérant visant 50 000 utilisateurs a compté 70 entreprises dont la BNP, La Poste ou encore Décathlon et près de 60 000 utilisateurs professionnels.